# 小弗兰克·梅尔维尔纪念图书馆
小弗兰克·梅尔维尔纪念图书馆（Frank Melville Jr. Memorial Library）是紐約州立大學石溪分校的主要图书馆。 它以慈善家沃德·梅尔维尔（Ward Melville）命名，他捐赠了400英亩的土地和金钱，于1957年成立了石溪大学。

## 历史
它最初于1962年建造，起初為三层楼。隨後立即重新装修，并在1967-1971年大大扩展。 它擁有超过210万册圖書，缩微胶卷超过400万卷。 该图书馆是美国研究图书馆學会的成员，该协会是美国排名前120位的研究图书馆的联盟。 图书馆设有特别馆藏部，馆藏有16,000多本珍本，800张古董和手绘地图，以及150多种馆藏，包括参议员Jacob K. Javits的论文，环境保护档案馆和葉芝的缩微胶片手稿馆藏。 

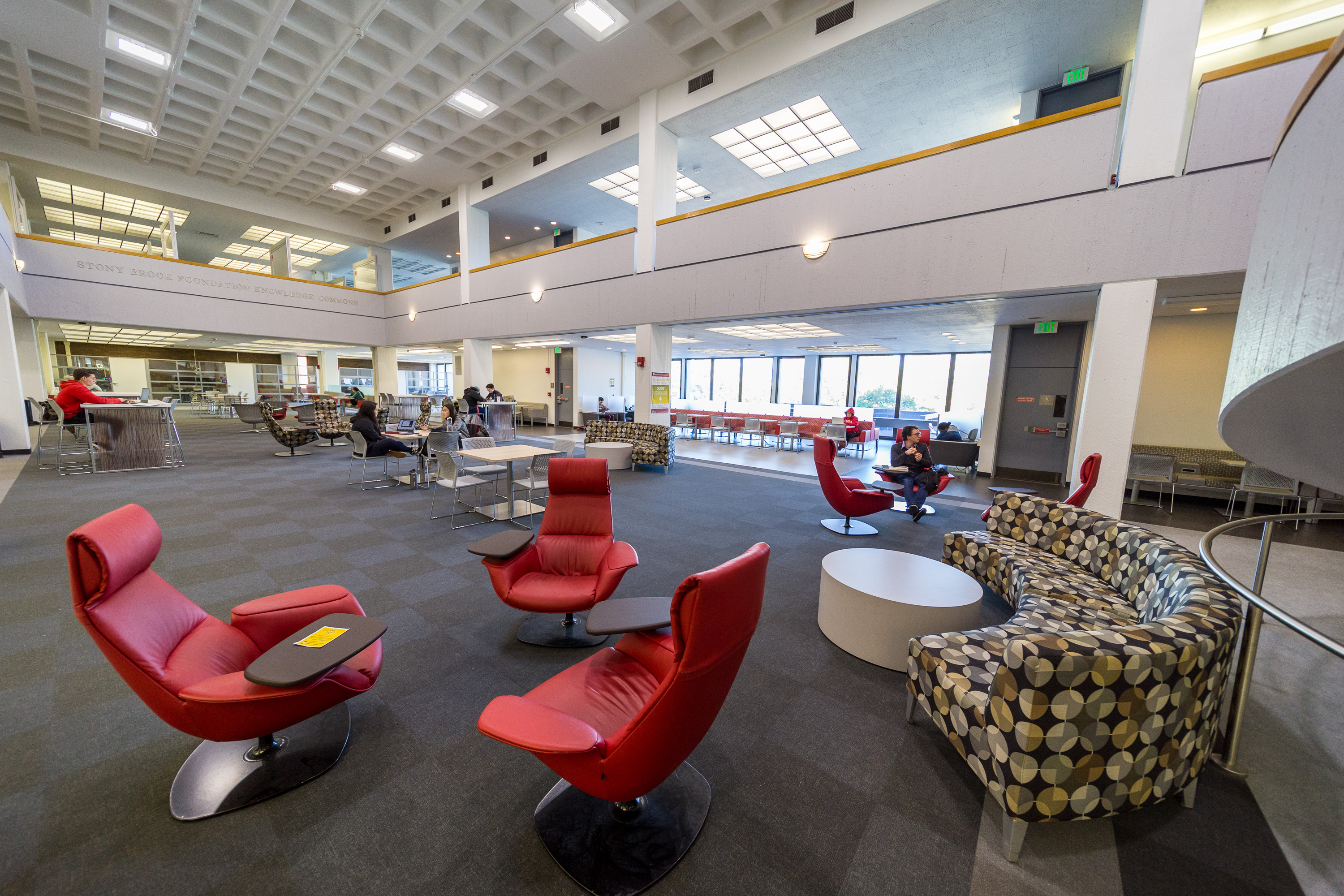
2019年的北閱覽室

## 建築內部
该建筑由六层楼和一个通勤者的休息室组成，位于大学的學校超市上。 此外，該校的数学系、物理學、天文系、化学系、音乐系、计算机科学和海洋科学中也有单独的圖書館。 梅爾維爾图书馆还设有不同学术部门的办公室，以及教室、计算机实验室、职业中心和书店。

## 画廊

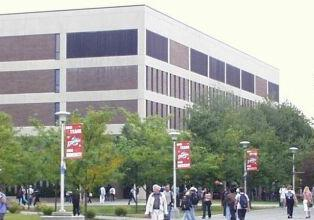
小福兰克·梅尔维尔纪念图书馆
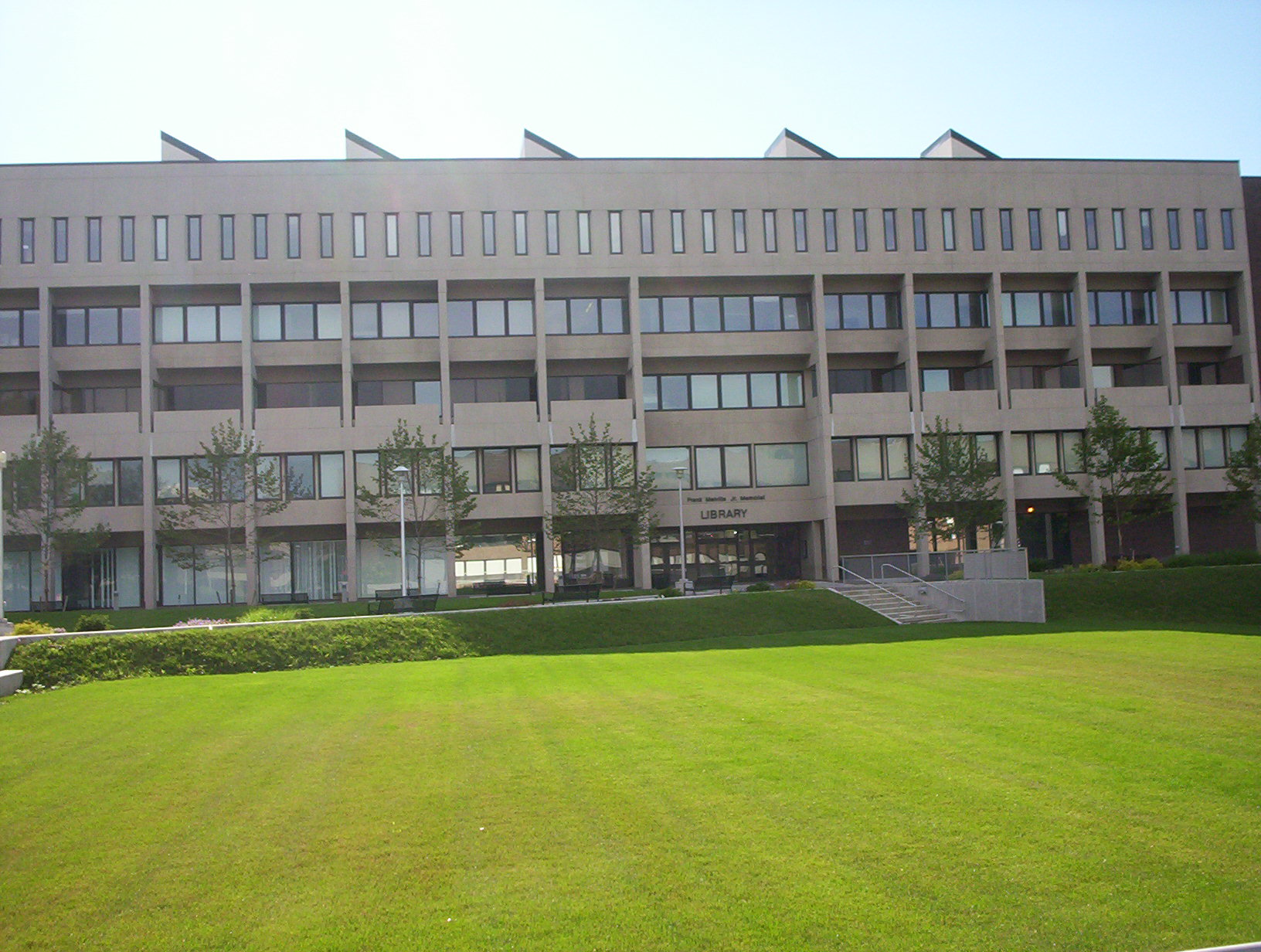
梅尔维尔图书馆的右侧视图
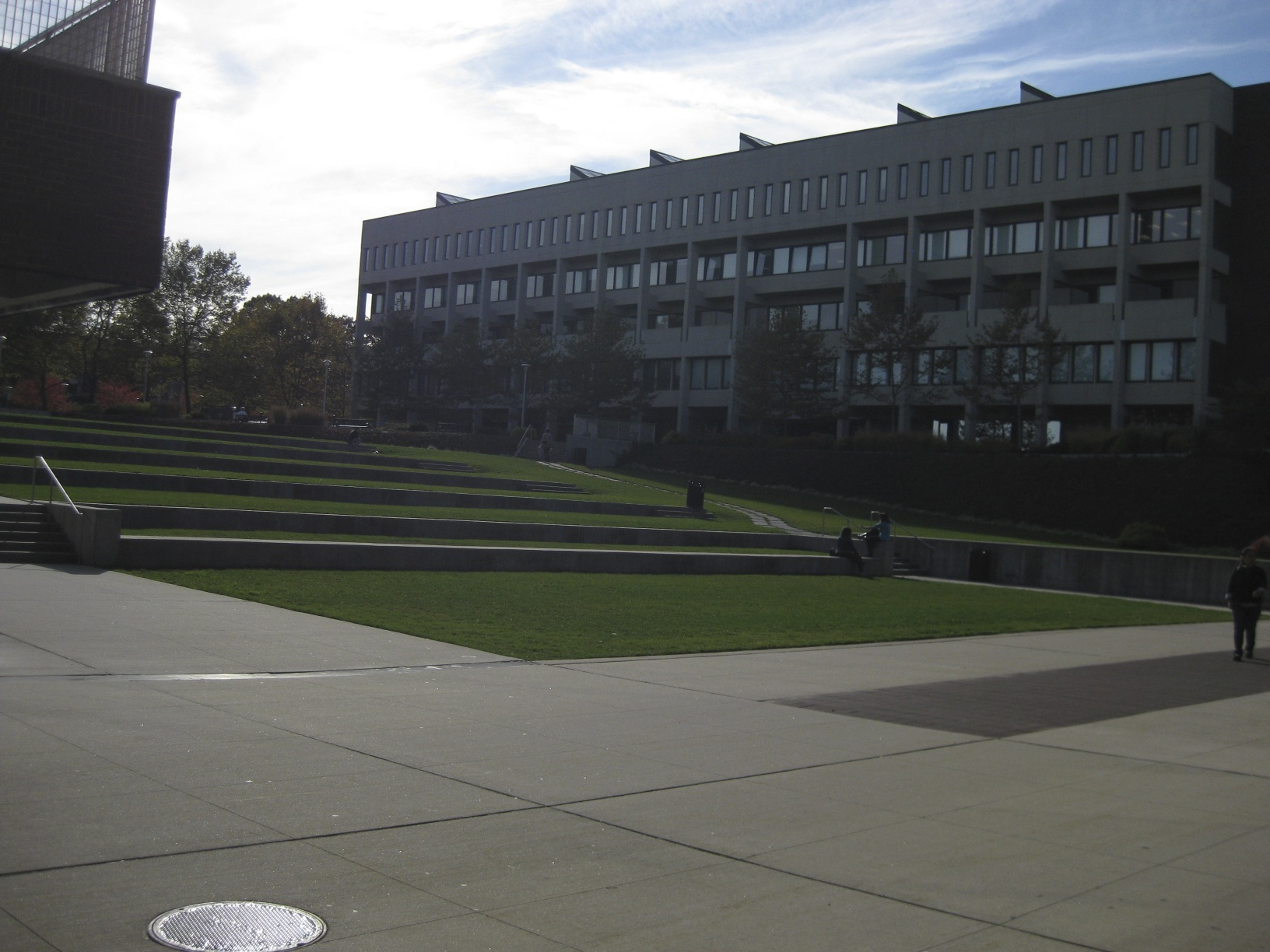
從Staller 藝術中心看

## 外部連結
圖書館主頁：https://library.stonybrook.edu （页面存档备份，存于）